# Granica iworyjsko-liberyjska
Granica iworyjsko-liberyjska – granica międzypaństwowa dzieląca terytoria Republiki Wybrzeża Kości Słoniowej i Liberii o długości 716 kilometrów.
Granica rozpoczyna się od trójstyku granic Gwinei, Wybrzeża Kości Słoniowej i Liberii w masywie Nimba (góra Nuon Fa), następnie granica opiera się o koryto rzeki Nuen (dopływ rzeki Cestos) i biegnie w kierunku południowym. Na północ od liberyjskiej miejscowości Toobli odchodzi w kierunku wschodnim i dochodzi do rzeki Cavalla. Odtąd biegnie jej korytem do jej ujścia do Oceanu Atlantyckiego, na wschód od przylądka Palmas.
Granica powstała w 1960 roku po proklamowaniu niepodległości przez Wybrzeże Kości Słoniowej.
Kształtowała się ona w latach 1892-1910 jako granica Liberii i posiadłości francuskich.

## Graniczne hrabstwa Liberii
- Nimba
- Grand Gedeh
- Rivier Gee
- Maryland

## Graniczne regiony Wybrzeża Kości Słoniowej
- Dix-huit Montagnes
- Moyen-Cavally
- Bas-Sasandra